# Химия на твърдото тяло
Химия на твърдото тяло е дял от химията, който изследва синтеза, структурата и свойствата на материалите и веществата в твърда фаза – кристални и аморфни твърди вещества. Тази наука има допирни точки с физиката на твърдото тяло, минералогията, кристалографията, керамика, термодинамиката, материалознанието и електрониката. Основният фокус е синтезирането на нови вещества и материали и изучаването на свойствата им (физични и химични).